# Куррейнский округ

Куррейнский округ выделен серым

Куррейнский округ — один из имперских округов Священной Римской империи. Верхнерейнский округ был создан в 1512 году и стал одним из четырёх новых имперских округов.

## История
Особенностью округа было то, что в него входило четыре курфюршества из семи (с XVII века из девяти) существующих. Ведущим государством округа был о архиепископство Майнц. В 1789 году площадь округа составляла 460 кв миль, население составляло 1,17 миллионов человек

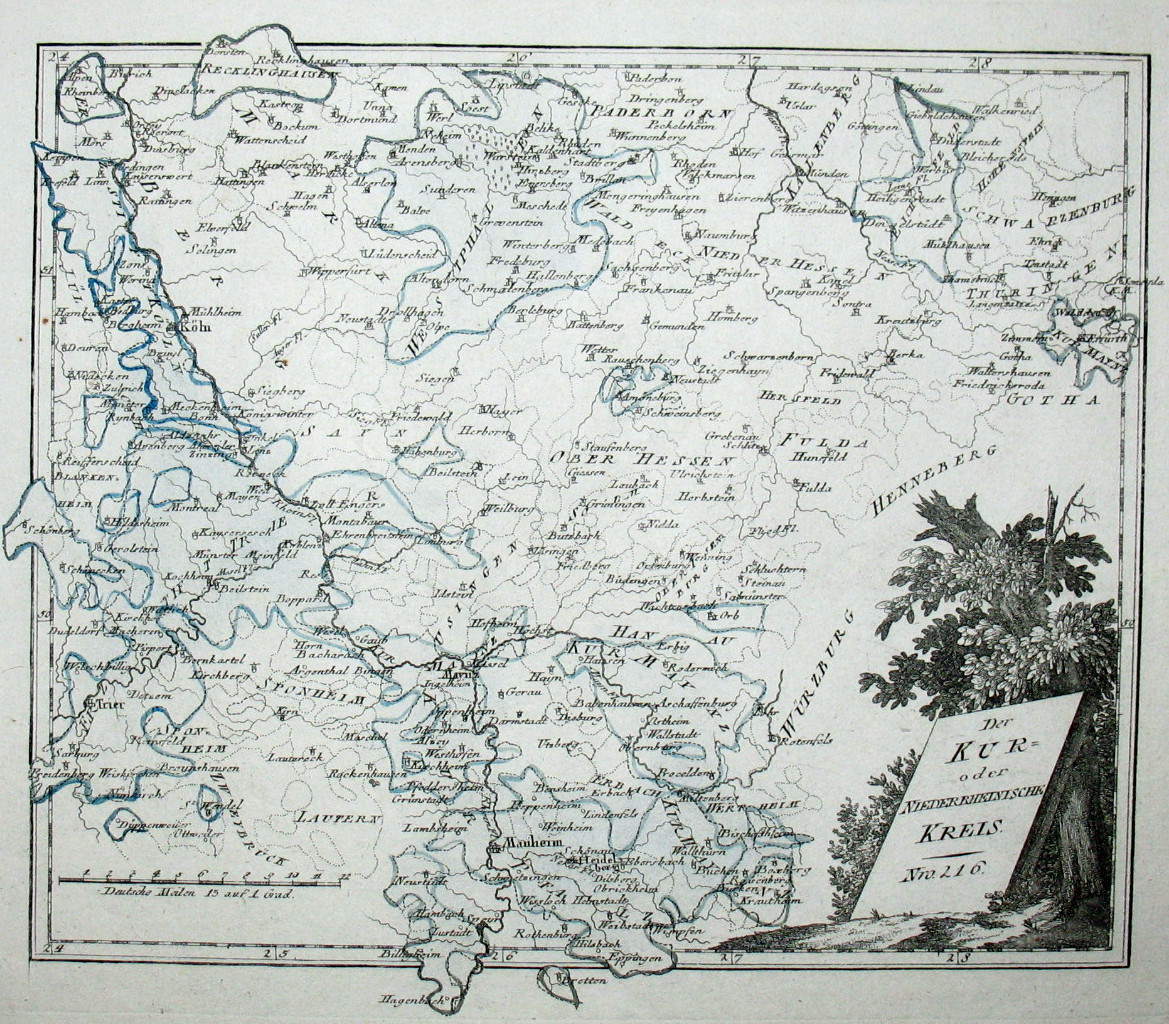
Куррейнский округ в 1787 году

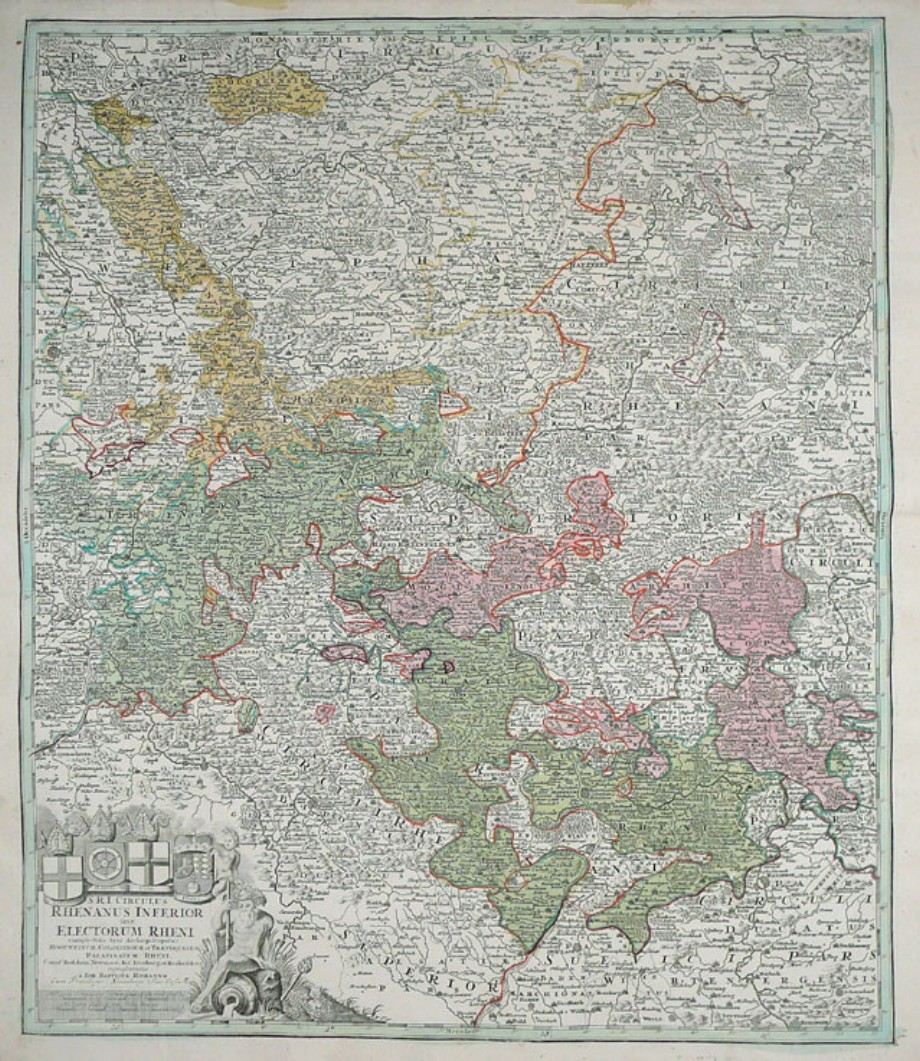
Основные государства округа в 1720 году. Курфюршества: Кёльн — жёлтое, Майнц — розовое, Трир — зелёное (под жёлтым), Пфальц — зелёное (под розовым)

Курфюрсты и архиепископы Кельна, Майнца и Трира, а также курфюрст Пфальца часто действовали вместе с 14 века. Kurrheinische Reichskreis, основанный в 1512 году Максимилианом I, смог развить это и различные курортные ассоциации. Как и другие имперские круги, Kurrheinische Reichskreis регулировал сбор имперского налога и, в случае войны, положение контингента в имперской армии. Прежде всего, оно служило сохранению Вечного мира, провозглашенного в 1495 г. путем исполнения решений Императорского камерного суда.
В целом состав был несколько особенным в том, что принадлежность основывалась лишь во вторую очередь на географическом положении и прежде всего на основе сословных качеств, а именно как слияние выборщиков. В имперский круг также входили выборные соседние государства, некоторые из которых находились в Вестфалии (Западный Реклингхаузен, герцогство Вестфалия) или в Центральной Германии (например, владения Майнца вокруг Эрфурта и в Эйхсфельде). В результате территория также была сильно фрагментирована и частично находилась в пределах других имперских кругов. В Рейнской области территория простиралась от северного Эльзаса до Нижнего Рейна. Район протянулся вдоль Мозеля от границы с Лотарингией до устья. Он также протянулся от устья до среднего течения Майна.
В дополнение к рейнским электоратам имперский круг также включал некоторые в основном более мелкие рейнские территории. У Тевтонского ордена в Кобленце не было территории, заслуживающей упоминания. Ещё одной особенностью было то, что имперские графы Турн и Таксис стали членами круга лично, потому что они одолжили императору значительные суммы денег. Небольшие территории не имели существенного значения для районной политики. Некоторые из мелких членов со временем потеряли свою принадлежность. Это относится к Зальм-Рейффершейд, аббатство Сельц, заложенному имперскому городу Гельнхаузен и имперскому аббатству Святого Максима в Трире. Некоторые области оставались спорными между различными имперскими кругами. К ним относятся Верхний Пфальц или герцогство Аренберг. В целом количество участников со временем сократилось до семи или, с ограничениями для Нидер-Изенбурга, до восьми членов. Это было меньше, чем в большинстве других имперских кругов.

## Состав
Архиепископ Майнца выступал в качестве окружного курфюрста и  директора. Сочетание обеих должностей в одних руках было необычным, но явилось результатом видного положения архиепископа Майнца в качестве имперского эрцканцлера. Окружная канцелярия и окружной архив также располагались в Майнце. Окружной обрист был светским избирателем Пфальца. Это было очень проблематично из-за конфессионального раскола, поскольку окружные войска находились под командованием протестантского принца.
Первоначально районные собрания проходили в разных местах. Со временем доминиканская обитель во Франкфурте стала постоянным местом встреч. Одной из причин проведения конференции на территории круга Рейха Верхнего Рейна было тесное сотрудничество между двумя кругами. Среди прочего, курфюрст Майнца часто был также епископом Вормса, а курфюрст Пфальца, как герцог Зиммерн, также был членом округа Верхний Рейн. Окружное казначейство также находилось во Франкфурте. С 1681 года уездный кассир происходил из местных купцов или был местным банкиром.
Центральные пункты обсуждения в окружных советах были определены объявлением курфюрста Майнца. В отличие от большинства других имперских кругов, не было подразделения на скамьи, такие как духовные или светские князья. Вместо этого люди собрались вокруг круглого стола. Однако существовала четкая иерархия. В окружных советах существовал фиксированный порядок голосования: начинался избирательный округ Трира, за ним следовали избирательные округа Кельн и Пфальц, затем следовали более мелкие поместья, а последнее и решающее голосование досталось избирательному округу Майнц. В уездных советах крупные имперские сословия представляли депутаты, а интересы мелких сословий представлял один из курфюрстов. Небольшие поместья не имели полного права голоса, но в случае сомнений могли подавать лишь относительно малоэффективные протесты. В конечном итоге учитывались только голоса выборщиков. Большинство составили три избирателя.
После того, как Пфальц перешел к дому Пфальц-Нойбург, эта территория также находилась под управлением католической церкви. В целом, Reichskreis был преимущественно католическим в 18 веке и насчитывал около 1 миллиона жителей. На долю католиков приходилось 79 %.

### Участники
| Название                  | Вид владения (на момент создания) | Положение на 1512 год    | Взнос в имперскую армию в 1521 году | Положение в 1792 году                     | Секуляризация/медиатизация                          | Принадлежность после 1815                         |
| Аренберг                  | графство                          | независимое              |                                     |                                           | преобразованы в Аренберг-Меппен.                    | Пруссия                                           |
| Байльштайн                | владение                          | независимое              | 8                                   | принадлежало правителям Нассау-Диленбурга |                                                     |                                                   |
| Гельнхаузен               |                                   |                          | 60                                  | владение Ханау                            |                                                     |                                                   |
| Кёльнское курфюршество    | архиепископство                   | независимое              | 554                                 | независимое                               | Секуляризовано в 1803 году                          | Пруссия                                           |
| Кобленц                   | комтурство                        | часть Тевтонского Ордена | 26                                  | Тевтонского Ордена                        |                                                     | Пруссия                                           |
| Майнцское курфюршество    | архиепископство                   | независимое              | 554                                 | Майнцская республика                      | Секуляризовано в 1803 году                          | Пруссия, Бавария, Гессен-Кассель, Гессен-Дармштад |
| Нидер-Изенбург            | графство                          | независимое              | 16                                  |                                           |                                                     | Пруссия                                           |
| Нойенар                   | графство                          | независимое              | 8                                   | в составе Пфальца                         |                                                     |                                                   |
| Пфальц (курфюршество)     | пфальцграфство                    | независимое              | 554                                 | уния с Бавариейя                          | Франция                                             | Бавария                                           |
| Рейнек                    | бургграфство                      | вассал курфюрста Кёльна  | 6                                   | вассал курфюрста Кёльна                   | Франция                                             | Пруссия                                           |
| Зальм-Рейффершейд         | графство                          |                          | 12                                  |                                           | Медиатизировано                                     |                                                   |
| Аббатство Святого Максима | аббатство                         |                          | 44                                  | вассал курфюрста Трира                    | секуляризовано в 1802 году.                         |                                                   |
| Сельц                     | аббатство                         | в составе Пфальца        | 12                                  | в составе Пфальца                         | секуляризовано в 1803 году                          | Франция                                           |
| Трирское курфюршество     | архиепископство                   | независимое              | 554                                 | независимое                               | Занято Францией в 1801, секуляризовано в 1803 году. |                                                   |
| Турн и Таксис             | баронство                         |                          |                                     | независимое                               | Медиатизировано                                     |                                                   |
| Всего                     |                                   |                          | 2408                                |                                           |                                                     |                                                   |